# Hütteldorf
Hütteldorf è un quartiere di Vienna che fa parte del XIV Distretto di Penzing, nel settore ovest della città  of Vienna. Il quartiere è al centro del distretto e confina con Baumgarten.
Hütteldorf è famosa in Austria e anche oltre i confini austriaci per la presenza del Gerhard-Hanappi-Stadion, a lungo sede delle partite casalinghe del Rapid Vienna, demolito nel 2014 e al cui posto è stato realizzato l'Allianz Stadion, il nuovo impianto sportivo delle partite interne del Rapid Vienna; non distante dallo stadio la Stazione di Vienna Hütteldorf in cui fermano i treni della Westbahn.